# Bonnal (Doubs)
Bonnal település Franciaországban, Doubs megyében. Lakosainak száma 19 fő (2022. január 1.). Bonnal Chassey-lès-Montbozon, Rougemont, Tressandans és Pont-sur-l’Ognon községekkel határos.

## Népesség
A település népességének változása:
| Lakosok száma | 27   | 25   | 25   | 27   | 26   | 32   | 29   | 21   | 20   | 19   |
|               | 1968 | 1982 | 1990 | 2006 | 2013 | 2015 | 2017 | 2019 | 2020 | 2022 |